# Hofje van Dam

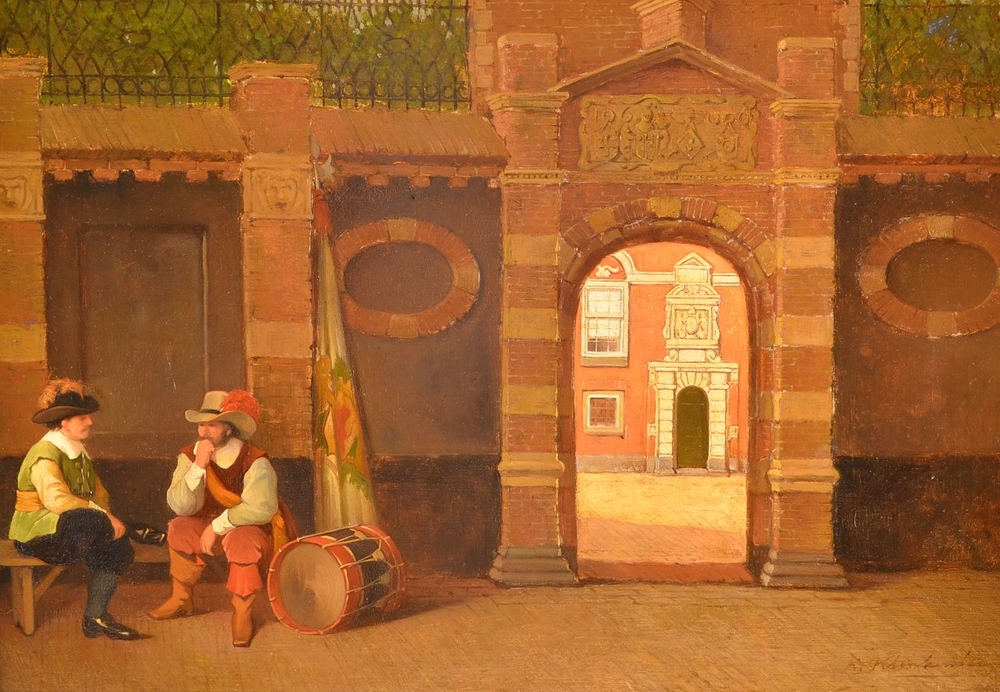
Hofje in de Juffr. Idastraat door J.C.K. Klinkenberg (voor 1874)

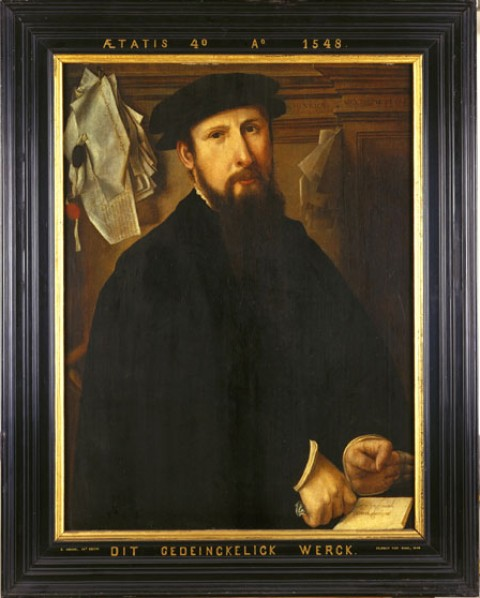
Floris van Dam door Hendrik vander Heyden, 1548

Het Hofje van Dam (ook Hofje van Floris van Dam) was een liefdadigheidshofje in Den Haag. Het werd in 1606 gesticht door Floris van Dam, die Haagse schout was van 1533-1563. Het hofje was bestemd voor ongetrouwde adellijke joffers. Het complex is door de gemeente Den Haag aangewezen als gemeentelijk monument.
Het vreemde van dit hofje is dat het verhuisd is. Het oorspronkelijke hofje was in de Juffrouw Idastraat.
Toen de Prinsestraat in 1880 werd aangelegd, moest het hofje verplaatst worden. De familie van Wouw was in 1880 niet meer de eigenaar van het in 1649 gestichte Hofje van de Ridder van Wouw in de Lange Beestenmarkt en de toenmalige eigenaren verkochten grond en opstallen aan de regenten van het Hofje van Dam, die er een nieuw hofje lieten bouwen. Het hofje werd gebouwd naar ontwerp van B. Kuhnel. Achter de gevel aan de straat staat een lange rij woningen van één bouwlaag met één enkele, doorlopende kap. Het hofje werd in 1908 uitgebreid met drie woningen aan de overkant van de gezamenlijke tuin.
In het poortgebouw bevindt zich de regentenkamer met een open haard met 17e-eeuwse blauwe tegeltjes.
De familie van Wouw was wel nog eigenaar van het ernaast liggende Hof van Wouw dat nog bestaat.